# Musée du pays de Hanau
Pour les articles homonymes, voir Hanau (homonymie).
Le Musée du pays de Hanau se situe sur le territoire de la commune française de Bouxwiller, située dans la circonscription administrative du Bas-Rhin et, depuis le 1er janvier 2021, dans le territoire de la Collectivité européenne d'Alsace, en région Grand Est
Conçu comme un musée de société, il présente l’histoire, la culture et l’environnement du pays de Hanau, dans un ensemble architectural des XIVe et XVIe siècles, inscrit aux Monuments historiques. Jusqu'à la fin octobre 2011, son appellation fut Musée de Bouxwiller en pays de Hanau. Le nom fut simplifié sur une demande de la direction des Musées de France.

## Bref historique
Le musée de Bouxwiller est inauguré le 8 octobre 1933, à l’occasion des festivités du tricentenaire du rattachement de la ville au royaume de France. Gauthier Thieling, son premier conservateur, passionné d’histoire, est professeur de lettres au collège de Bouxwiller. L’Association des Amis du Musée de Bouxwiller est fondée en 1935. Elle assure la gestion du musée mais la ville est propriétaire des collections.

Initialement installé dans l’Hôtel de Ville, le musée a développé une collection d’arts et traditions populaires sous l’impulsion d’Alfred Matt, conservateur jusqu’en 1995.
En 1994, la Ville de Bouxwiller adhère au système de Conservation mutualisée mis en place par le Parc naturel régional des Vosges du Nord et se dote d’un conservateur professionnel. Le projet d’un musée de société, traitant le territoire dans son ensemble et dans toutes ses dimensions, au-delà des arts et traditions populaires, commence à émerger. 
L’ensemble architectural de la halle aux blés et de l’ancienne chapelle castrale fait alors l’objet d’un projet de rénovation pour accueillir le futur musée.

## Description
En 2013, le musée du pays de Hanau a ouvert ses portes dans le bel ensemble rénové de la halle aux blés et de l’ancienne chapelle castrale, bâtiments inscrits sur l'inventaire supplémentaire des monuments historiques,.
Le Musée est engagé dans une démarche reconnue Qualité Tourisme et bénéficie de cette marque depuis le 13 décembre 2016.
Bénéficiant de l’appellation « Musée de France », il est le lieu d’interprétation d’un territoire doté d’une identité forte et dont l’histoire mérite d’être davantage connue et partagée.
Le musée a aujourd’hui l’ambition de faire découvrir toutes les richesses du Pays de Hanau, aussi bien historiques que naturelles.
Trois grandes thématiques sont ainsi développées au sein du musée du Pays de Hanau :
- l’Histoire et la formation du territoire : à travers l’histoire de Bouxwiller et du comté de Hanau-Lichtenberg, dont elle a été la capitale ;
- les ressources naturelles : à travers les richesses du site protégé et remarquable du Bastberg ;
- la vie sociale et culturelle : à travers les arts et traditions des mondes bourgeois et paysan qui se sont côtoyés dans le Pays de Hanau.

Le musée dispose également d’un espace d’exposition temporaire qui permet de développer certaines thématiques et d’apporter un autre regard sur l’histoire et la culture du Pays de Hanau.

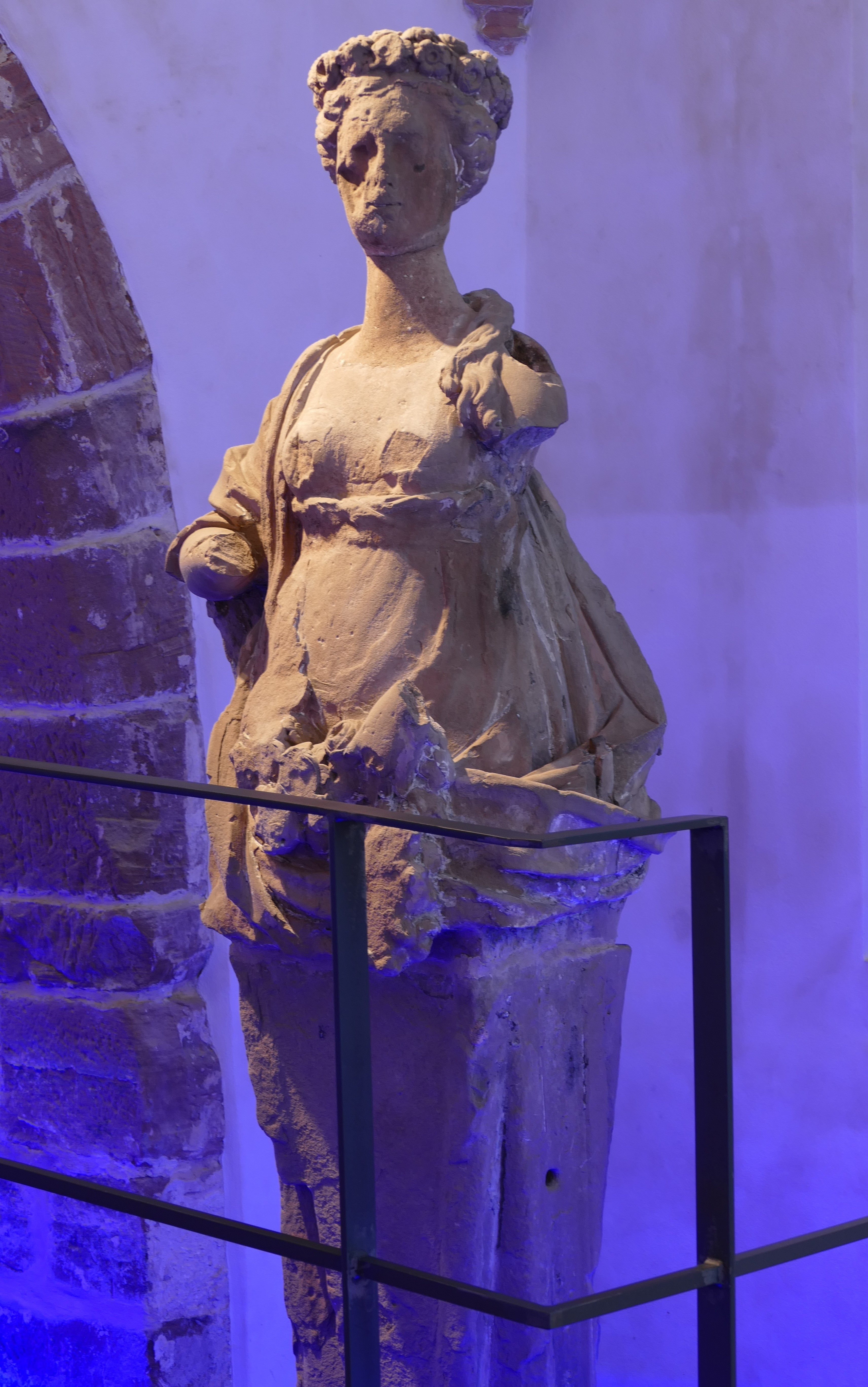
Statue de la déesse Flore (XVIIIe siècle)
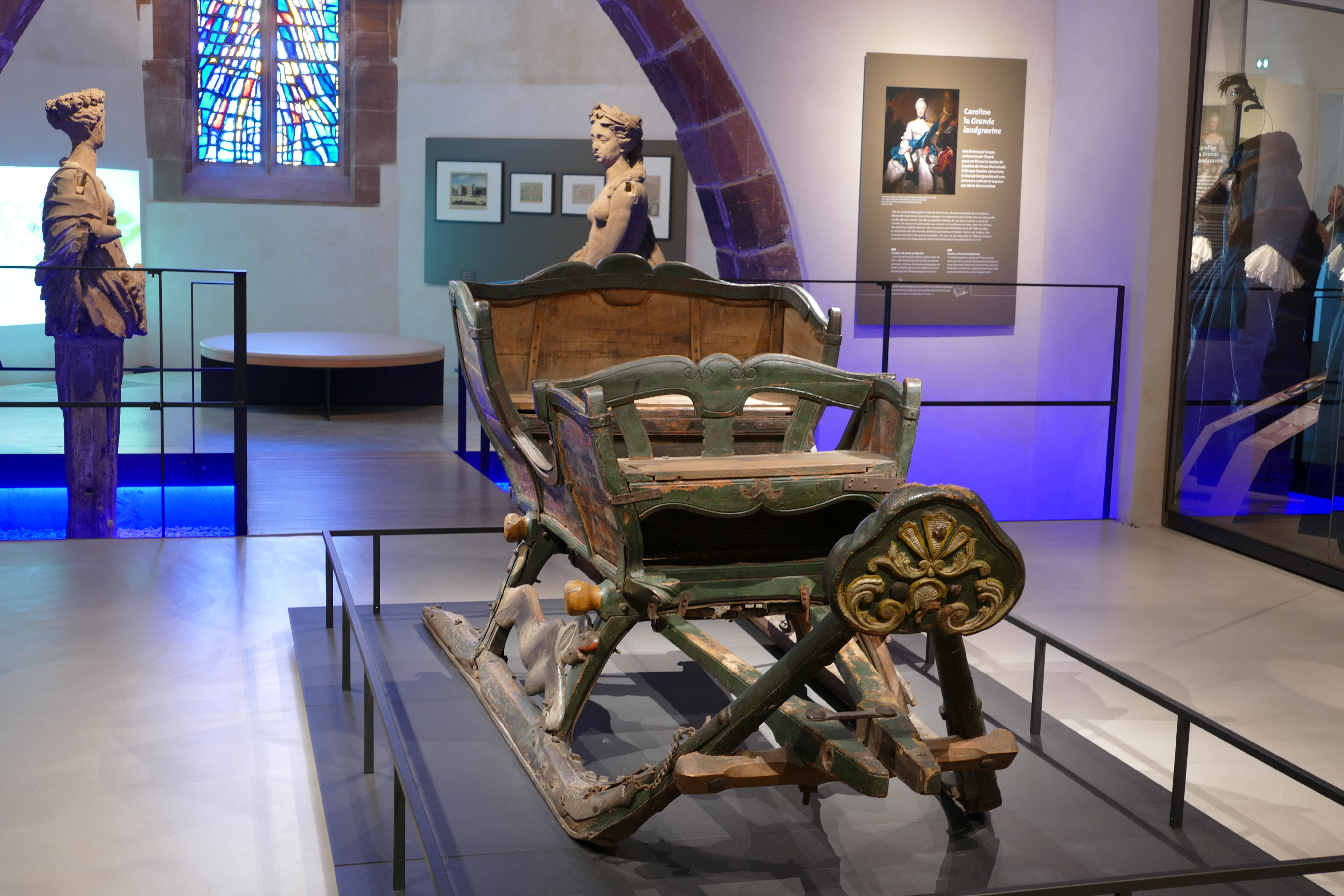
Traîneau (XVIIIe siècle)
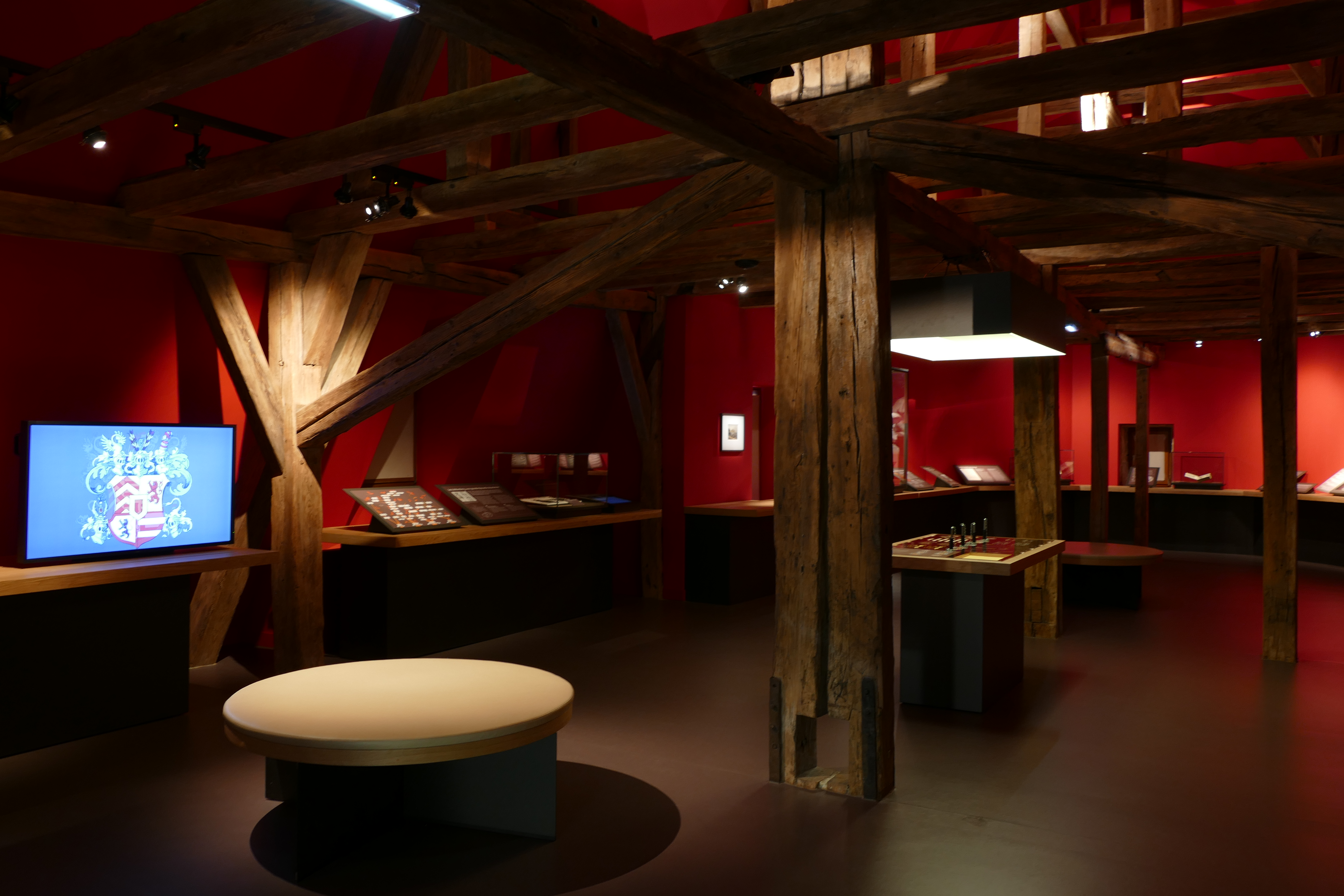
Salle ancien Comté de Haunau-Lichtenberg
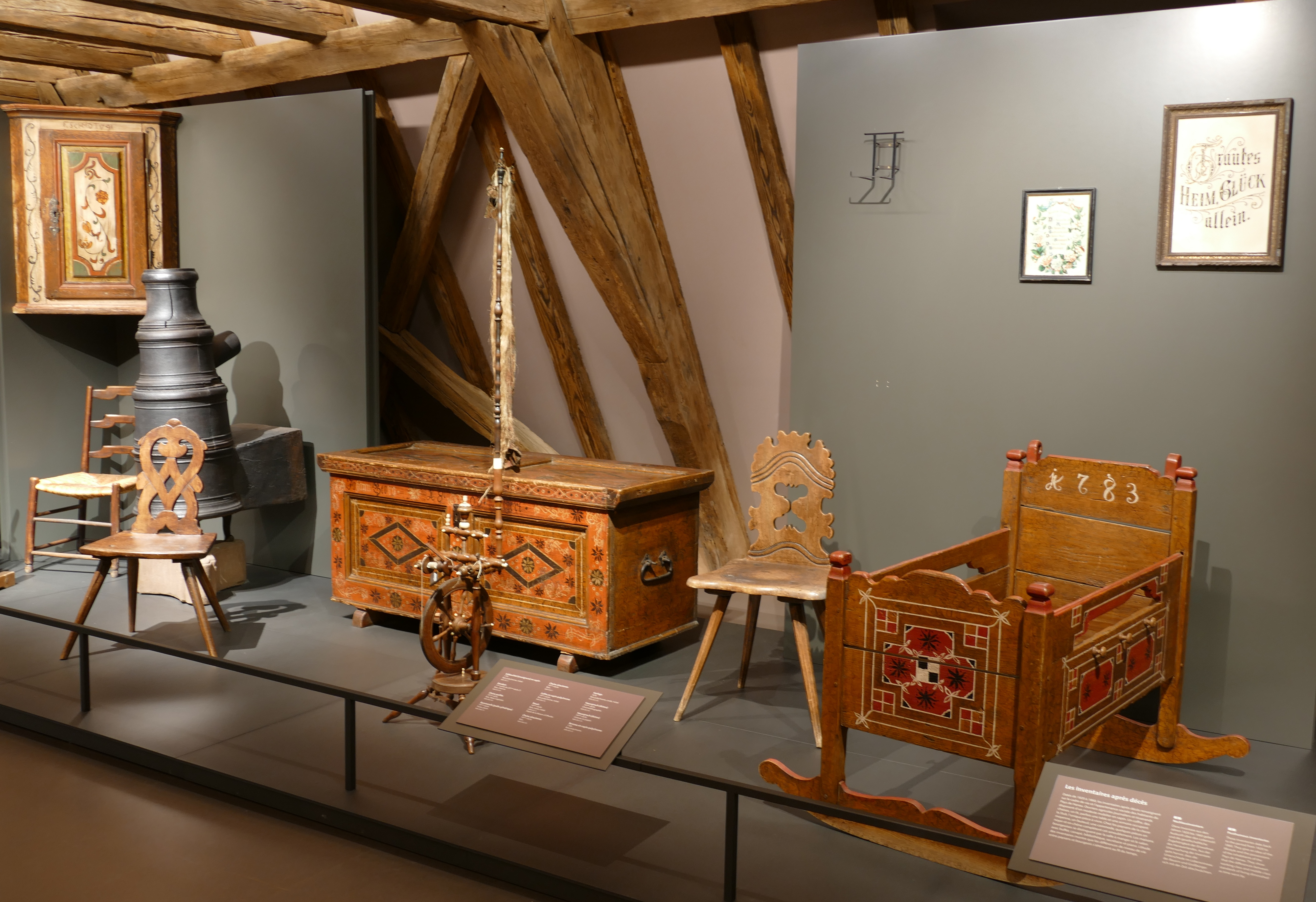
Salle Culture du Pays de Hanau, Mobilier polychrome
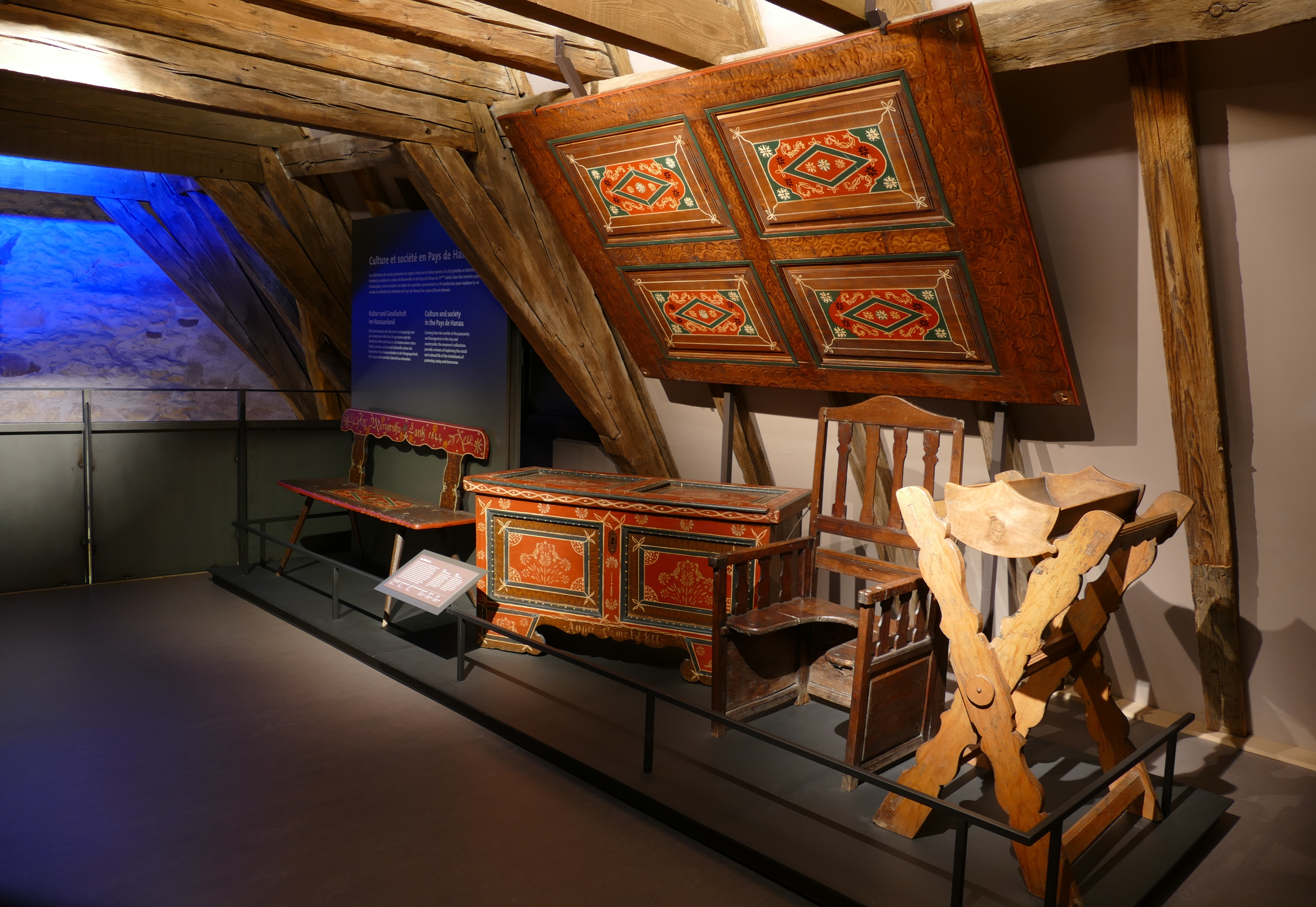
Salle Culture du Pays de Hanau, Mobilier polychrome
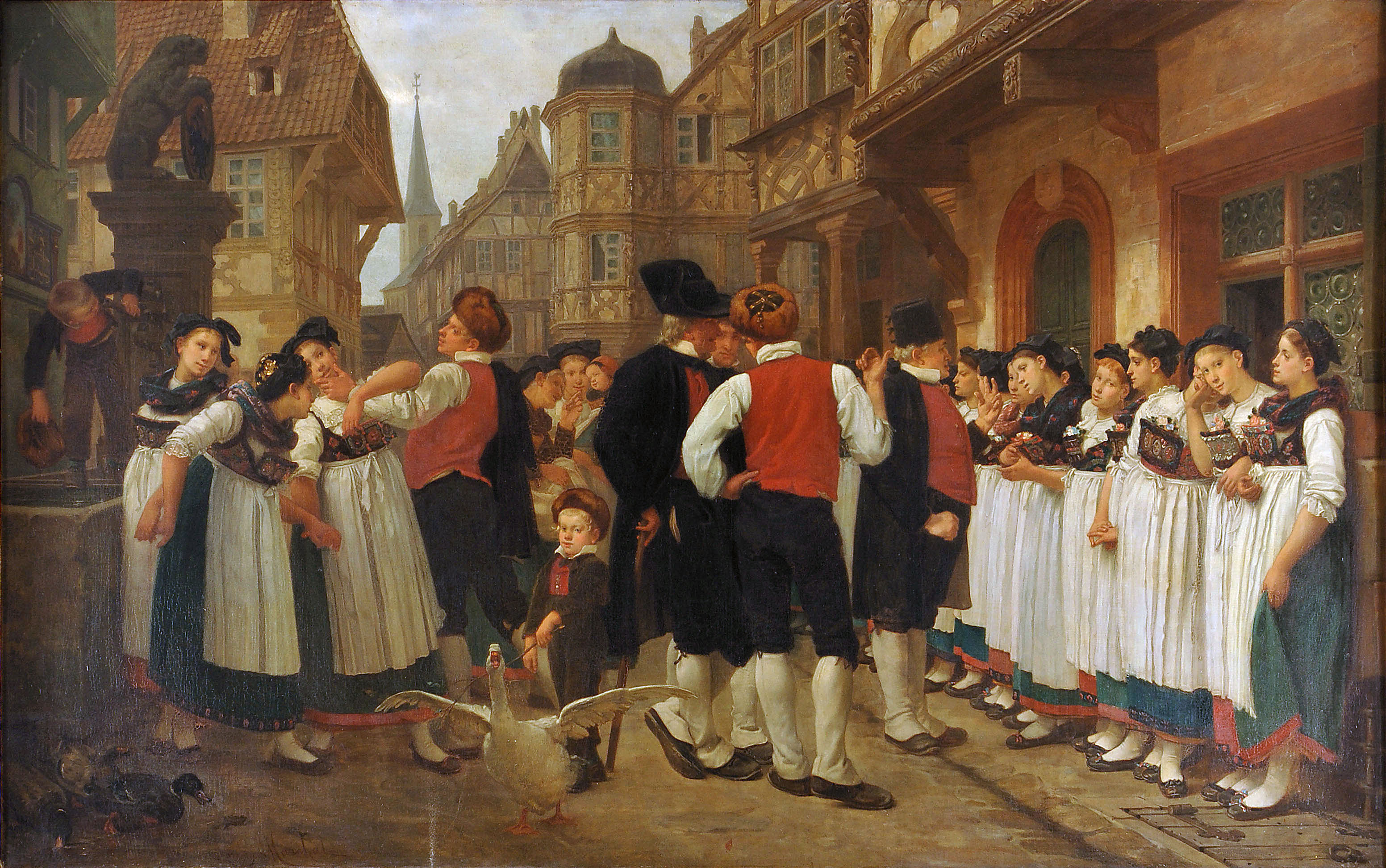
Tableau La Foire aux servantes, Charles-François Marchal, 1864

Le musée possède trois tableaux commandés en 1639 à Rome par le Maréchal d'Estrées pour la galerie de l'Hôtel de la Ferté-Senneterre à Paris :
- Giacinto Gimignani (1611-1681) : La Rencontre de Renaud et Armide dans la forêt enchantée
- Pierre Mignard (1612-1695) : Godefroy de Bouillon soigné par l'ange
- Charles Errard (1601/10-1689) : Renaud quittant Armide

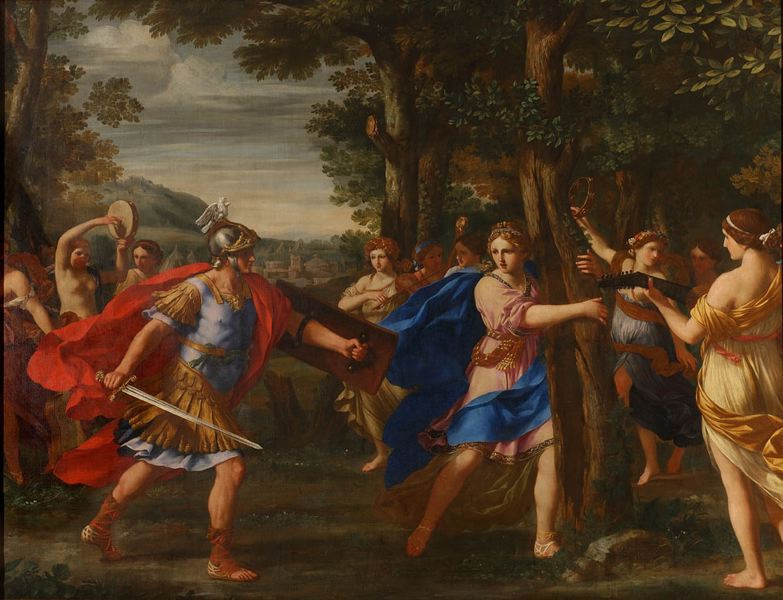
Giacinto Gimignani, La Rencontre de Renaud et Armide dans la forêt enchantée
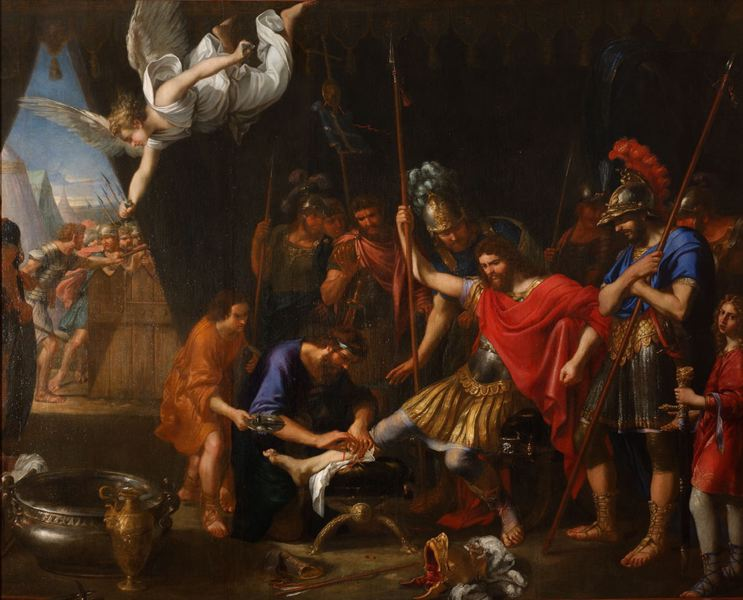
Pierre Mignard, Godefroy de Bouillon soigné par l'ange
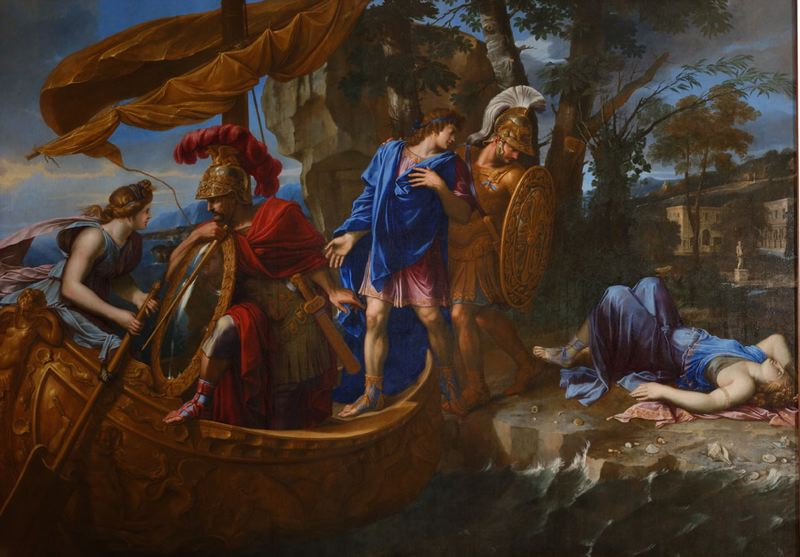
Charles Errard, Renaud quittant Armide